# 張埏
張埏，泾阳人，清朝政治人物。举人出身。
乾隆十八年（1753年），擔任清朝廣州府南海縣知縣。后由王士翰接任。乾隆二十一年（1756年），再任廣州府南海縣知縣。后由張慶長接任。